# Martin Schmitz-Kuhl
Martin Schmitz-Kuhl (* 1970 in Hanau) ist ein deutscher Journalist, Autor und Herausgeber.

## Leben
Martin Schmitz-Kuhl studierte Politikwissenschaft, Rechtswissenschaft und Geschichte. Nach einem Zeitschriftenvolontariat wurde er zunächst Redakteur, später Freier Journalist und Medienentwickler. Unter anderem war er Mitbegründer von „Programm. Magazin für Fernsehen und Kultur“, dem „Nordend-Magazin“ und dem Online-Magazin „Bookster Frankfurt“. Zudem ist er als Herausgeber und Autor tätig. Martin Schmitz-Kuhl lebt mit seiner Frau Anke Kuhl und zwei Kindern in Frankfurt am Main.

## Auszeichnungen
- 2015: Auswahl die 25 »Schönsten deutschen Bücher« der Stiftung Buchkunst für Books & Bookster

## Bibliografie
Sachbuch
- Bookster Frankfurt: Interviews und Porträts aus der Hauptstadt des Buches. B3 Verlag, Frankfurt am Main 2015, ISBN 978-3-943758-80-1.
- Books & Bookster – Die Zukunft des Buches und der Buchbranche. Bramann Verlag, Frankfurt am Main 2015, ISBN 978-3-934054-61-5.

Belletristik
- Blindtext. BoD. Norderstedt 2008, ISBN 978-3-8370-4611-3.
- Alle Kinder. Klett Kinderbuch. Leipzig 2011, ISBN 978-3-941411-42-5.
- All the children. Klett Kinderbuch. Leipzig 2015, ISBN 978-3-95470-128-5.
- Radau bei Bauer Lau. Carlsen Verlag. Hamburg 2018, ISBN 978-3-551-05253-7.
- Der sehr große Prinz. Ellermann Verlag. Hamburg 2018, ISBN 978-3-7707-0149-0.
- Aufregung am Baggersee. Carlsen Verlag. Hamburg 2023, ISBN 978-3-551-03918-7.